# HK Lida
Der HK Lida (russisch ХК Лида) ist ein belarussischer Eishockeyklub aus Lida, der in der belarussischen Extraliga spielt. Der Klub wurde 2011 gegründet und trägt seine Heimspiele im Eissportpalast Lida aus, der 1.000 Zuschauern Platz bietet.

## Geschichte
Der HK Lida wurde 2011 gegründet und nahm zur Saison 2011/12 sofort den Spielbetrieb in der belarussischen Extraliga auf. In ihrer Premierenspielzeit belegte die Mannschaft den sechsten Platz der Hauptrunde. In den folgenden Playoffs schied die Mannschaft im Viertelfinale mit einem Sweep in der Best-of-Five-Serie gegen den HK Homel aus.